# Championnat du Chili féminin de volley-ball
Le Championnat du Chili de volley-ball féminin est une compétition de volley-ball organisée par la Fédération chilienne de volley-ball (Federación de Voleibol de Chile, FEVOCHI). Il a été créé en 2003.

## Palmarès
| Année | Champion                            | Finaliste                     | Troisième                     |
| ----- | ----------------------------------- | ----------------------------- | ----------------------------- |
| 2004  | Club Deportivo Universidad Católica | Club Providencia Voleibol     |                               |
| 2005  | Club Deportivo Universidad Católica | Club Providencia Voleibol     |                               |
| 2006  | Club Deportivo Universidad Católica | Club Vitavoley-Manquehue      |                               |
| 2007  | Municipalidad de Ñuñoa              | Club Deportivo Boston College | Universidad de Concepción     |
| 2008  | Club Deportivo Universidad Católica | Club Deportivo Boston College | Club Providencia Voleibol     |
| 2009  | Club Deportivo Universidad Católica | Club Providencia Voleibol     | Club Deportivo Boston College |
| 2010  | Club Deportivo Universidad Católica | Club Deportivo Boston College | Club Providencia Voleibol     |
| 2011  | Club Deportivo Universidad Católica | CD Cedef de Lo Prado          |                               |
| 2012  | Club Deportivo Boston College       | Club Manquehue                | Cerro Navia                   |
| 2013  | Club Deportivo Boston College       | Club Manquehue                |                               |
| 2014  | Club Deportivo Boston College       | CD Cedef de Lo Prado          |                               |
| 2015  | Club Deportivo Boston College       | Cerro Navia                   |                               |
| 2016  | Club Deportivo Boston College       | CD Cedef de Lo Prado          |                               |
| 2017  | Club Deportivo Boston College       | Universidad de Concepción     | Club Providencia Voleibol     |
| 2018  | Club Deportivo Boston College       | Club Deportivo Murano         | Club Excelsior                |
| 2019  | Club Deportivo Boston College       | Club Deportivo Murano         | Colegio Alemán de Concepción  |

## Bilan par club
| Club                                | Titres | Ville    | Année                                          |
| ----------------------------------- | ------ | -------- | ---------------------------------------------- |
| Club Deportivo Boston College       | 8      | Maipú    | 2012, 2013, 2014, 2015, 2016, 2017, 2018, 2019 |
| Club Deportivo Universidad Católica | 7      | Santiago | 2004, 2005, 2006, 2008, 2009, 2010, 2011       |
| Municipalidad de Ñuñoa              | 1      | Ñuñoa    | 2007                                           |